# Japoński taniec cesarski
Japoński taniec cesarski – amerykański film niemy z 1894 roku w reżyserii William K.L. Dickson, William Heise